# 姆雷諾克 (基輔州)
50°7′52″N 29°46′3″E / 50.13111°N 29.76750°E
姆雷諾克（烏克蘭語：Млинок）是位於烏克蘭北部的村莊，由基辅州法斯蒂夫區的法斯蒂夫市鎮負責管轄。該村面積0.55平方公里，海拔高度155米，2001年人口14，人口密度每平方公里25.5人。